# Mathew Sawe
Mathew Kiplagat Sawe (* 2. Juli 1988 im Nandi County) ist ein kenianischer Hochspringer und Rekordinhaber des Landesrekordes.

## Sportliche Laufbahn
Erste internationale Erfahrungen sammelte Mathew Sawe 2010 bei den Afrikameisterschaften in Nairobi, bei denen er mit übersprungenen 2,05 m den zehnten Platz belegte. Zwei Jahre später gewann er bei den Afrikameisterschaften in Porto-Novo mit 2,15 m die Bronzemedaille hinter dem Botswaner Kabelo Kgosiemang und Ali Mohd Younes Idriss aus dem Sudan. Zudem trat er auch im 800-Meter-Lauf an, schied dort aber mit 1:56,29 min in der ersten Runde aus. 2014 nahm er erstmals an den Commonwealth Games in Glasgow teil, schied dort aber mit 2,11 m in der Qualifikation aus, ehe er bei den Afrikameisterschaften in Marrakesch mit 2,15 m auf Rang sechs gelangte. 2015 belegte er bei den Afrikaspielen in Brazzaville mit einer Höhe von 2,19 m Rang vier und wurde anschließend bei den Militärweltspielen im südkoreanischen Mungyeong mit 2,20 m Sechster. Im Jahr darauf siegte er bei den Afrikameisterschaften in Durban mit übersprungenen 2,21 m, womit er Kenias erster Kontinentalmeister in dieser Disziplin wurde.
2018 nahm er erneut an den Commonwealth Games im australischen Gold Coast teil, schied dort mit 2,15 m aber erneut in der Qualifikation aus. Anschließend verteidigte er bei den Afrikameisterschaften in Asaba mit 2,30 m erfolgreich seinen Titel und egalisierte mit dieser Höhe auch seinen eigenen kenianischen Landesrekord. Daraufhin vertrat er Afrika beim Continental-Cup in Ostrava und wurde dort mit 2,15 m Achter. Im Jahr darauf nahm er an den Afrikaspielen in Rabat teil, musste sich dort aber überraschend mit 2,15 m dem Südafrikaner Mpho Links geschlagen geben und sicherte sich damit die Silbermedaille. Erstmals qualifizierte er sich auch für die Weltmeisterschaften in Doha, bei denen er mit 2,17 m in der Qualifikation ausschied. 2020 siegte er mit 2,20 m beim Kip Keino Classic und im Jahr darauf nahm er an den Olympischen Spielen in Tokio teil und verpasste dort mit 2,17 m den Finaleinzug. 2022 belegte er bei den Afrikameisterschaften in Port Louis mit 2,06 m den sechsten Platz.
In den Jahren 2010 bis 2014 sowie von 2017 bis 2019 sowie 2022 wurde Sawe kenianischer Meister im Hochsprung.

## Persönliche Bestleistungen
- Hochsprung: 2,30 m, 6. Juni 2018 in Nairobi (kenianischer Rekord)
  - Hochsprung (Halle): 2,27 m, 8. Februar 2020 in Hustopeče (kenianischer Rekord)